# 小山亘
小山亘（こやま わたる、1965年-　）は、日本の言語学者。立教大学教授。専門は、コミュニケーション論、言語学、語用論、社会言語学、言語人類学、記号論、言語教育学、翻訳論。

## 人物
1987年同志社大学神学部卒業。1990年サンフランシスコ州立大学大学院英語教育研究科修士課程修了。2003年シカゴ大学大学院言語学研究科博士課程修了、Ph.D.（言語学）。2003年立教大学異文化コミュニケーション研究科助教授、2007年准教授、2009年教授。

## 著書
- 『記号の系譜 社会記号論系言語人類学の射程』三元社 2008
- 『コミュニケーション論のまなざし』三元社 シリーズ「知のまなざし」 2012

### 共編著
- 『言語人類学から見た英語教育』綾部保志編 榎本剛士共著 ひつじ書房 2009
- 『異文化コミュニケーション学への招待』鳥飼玖美子,野田研一,平賀正子共編 みすず書房 2011
- 『近代言語イデオロギー論 記号の地政とメタ・コミュニケーションの社会史』浅井優一,吉田理加共著 三元社 2011
- 『翻訳とはなにか』浅井優一共編 三元社 2022

### 翻訳
- ヤコブ・L.メイ『批判的社会語用論入門 社会と文化の言語』三元社 2005
- マイケル・シルヴァスティン『記号の思想現代言語人類学の一軌跡 シルヴァスティン論文集』榎本剛士,古山宣洋,永井那和共訳 三元社 2009

## 参考サイト
- 著訳者紹介　小山亘　こやま・わたる 2022年8月閲覧